# Issanlas
Issanlas is een gemeente in het Franse departement Ardèche (regio Auvergne-Rhône-Alpes) en telt 118 inwoners (2009). De plaats maakt deel uit van het arrondissement Largentière.

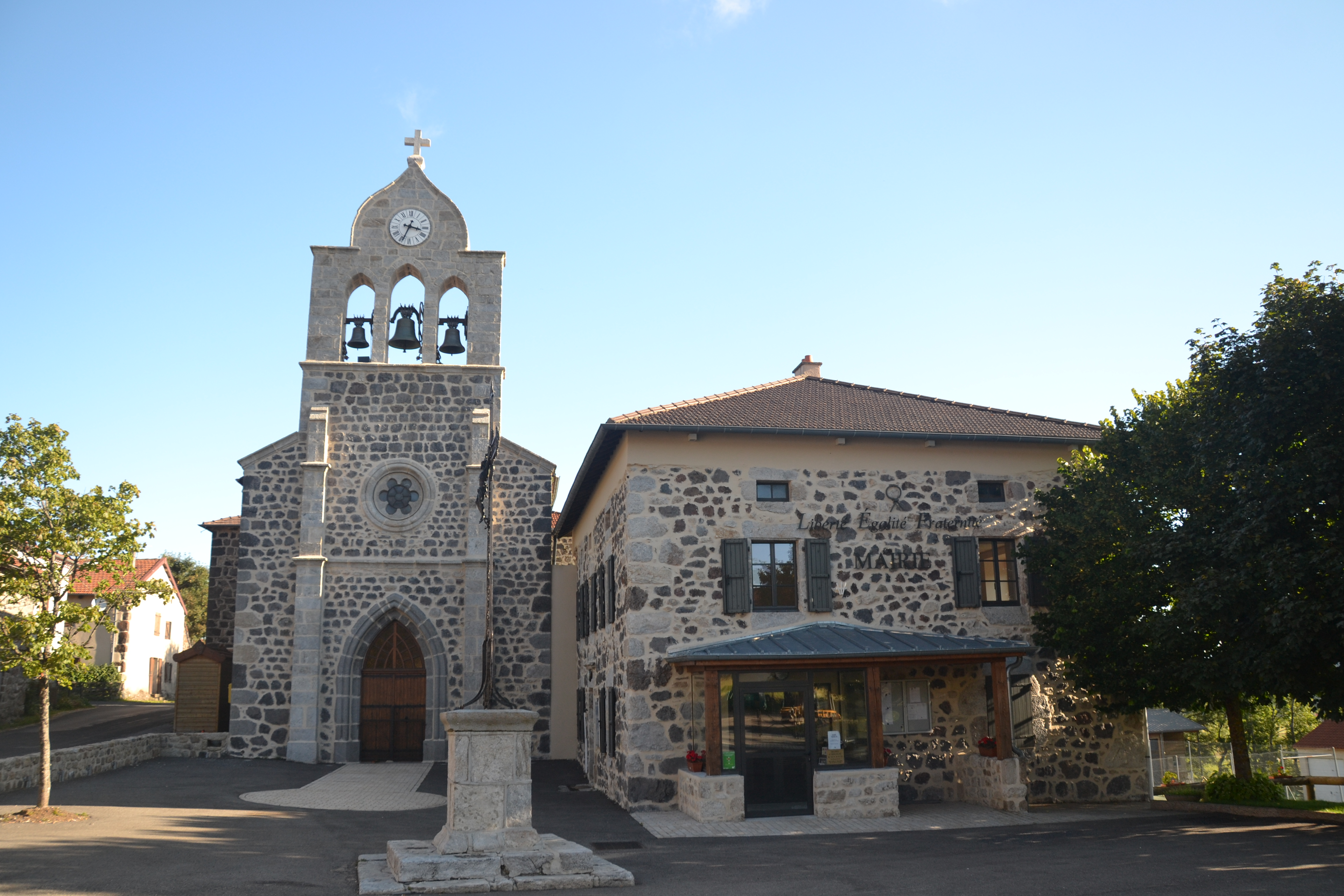
Gemeentehuis en kerk
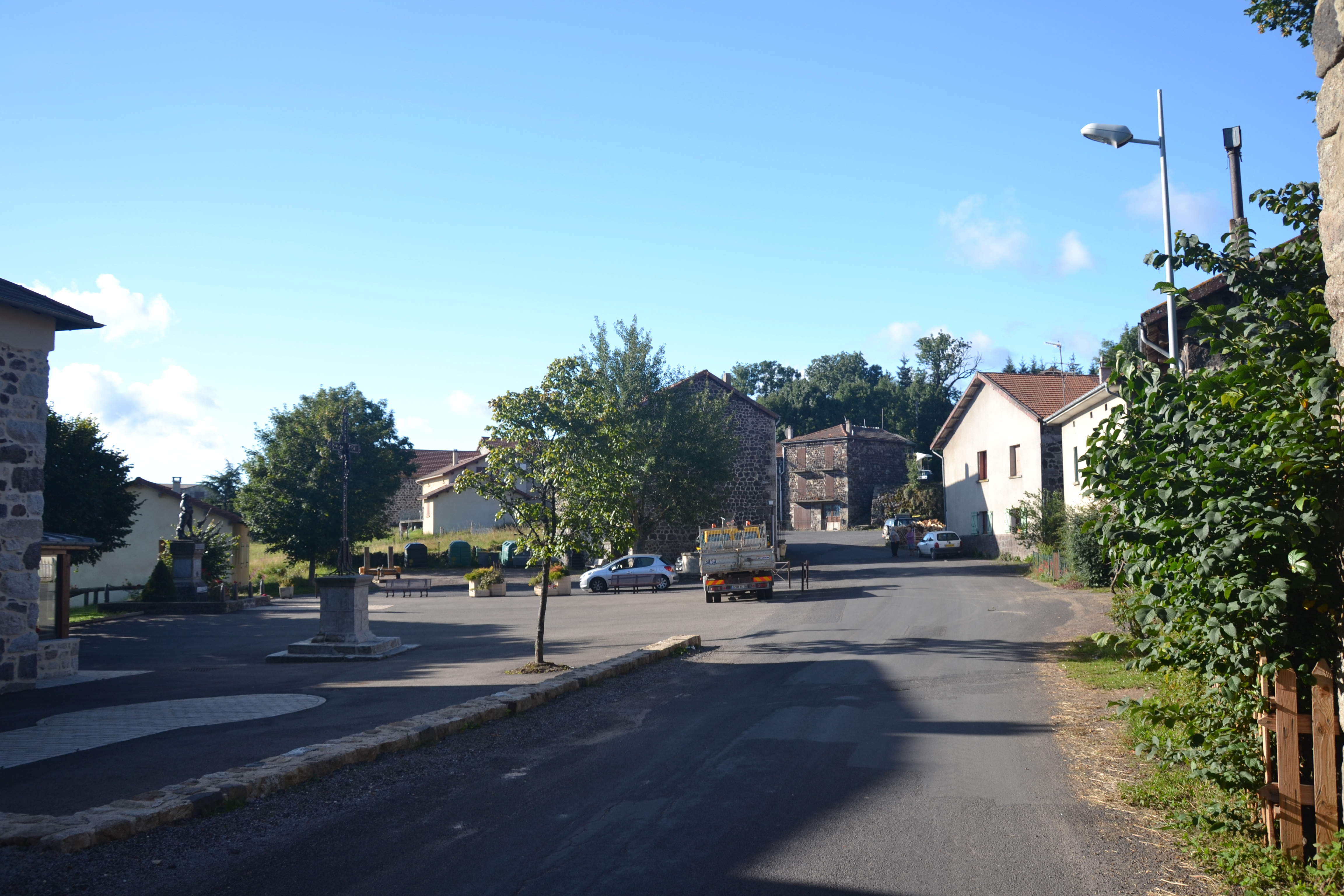
Straat in Issanlas

## Geografie
De oppervlakte van Issanlas bedraagt 30,0 km², de bevolkingsdichtheid is dus 3,9 inwoners per km².

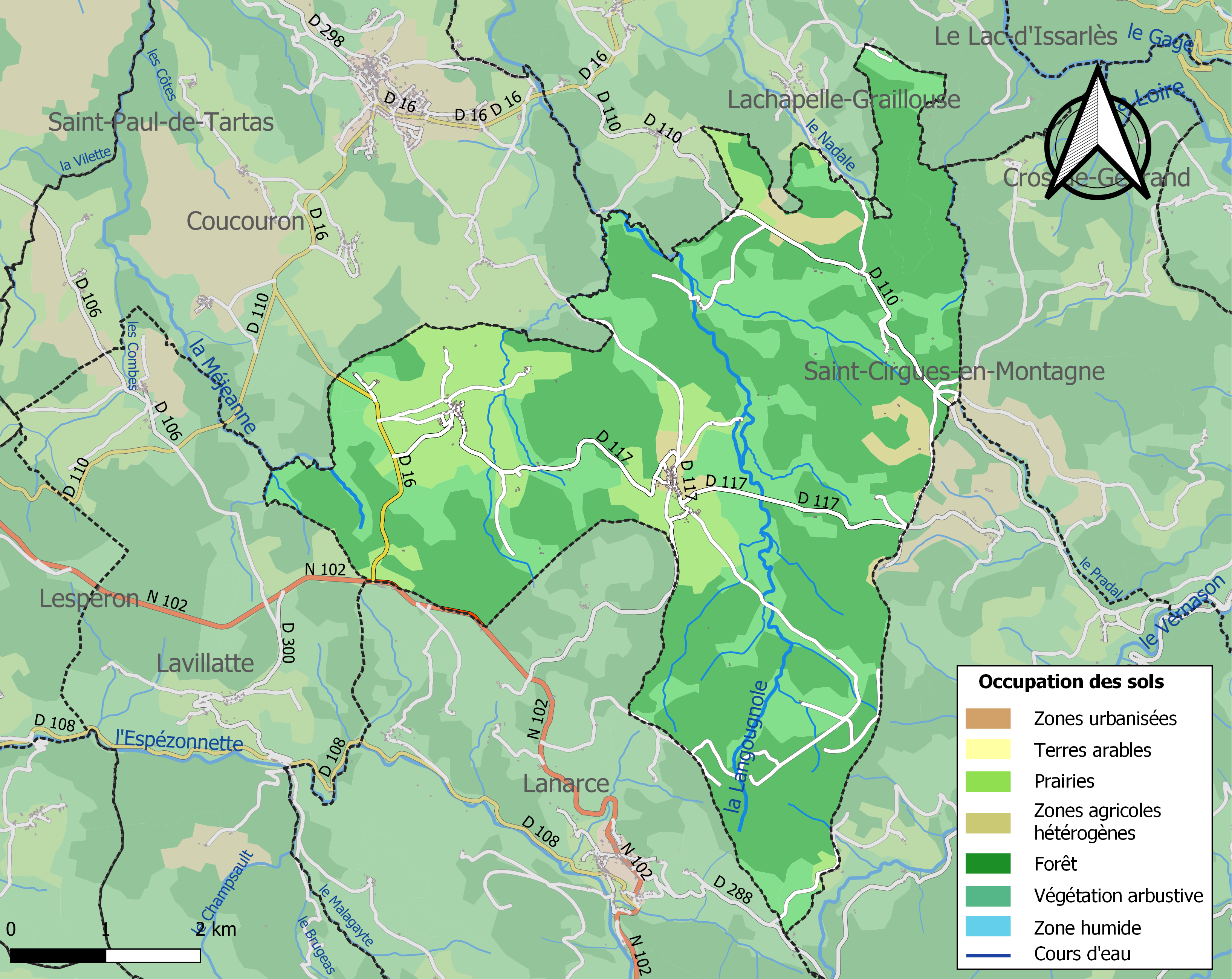
Kaart van de gemeente met belangrijkste infrastructuur, bodemgebruik en omliggende gemeenten

## Demografie
Onderstaande figuur toont het verloop van het inwonertal (bron: INSEE-tellingen).

Vanwege een beveiligingsprobleem met de MediaWiki Graph-software is het momenteel niet mogelijk deze grafiek weer te geven. Zodra de software is bijgewerkt zal de grafiek vanzelf weer zichtbaar worden.